# City-Pier-City Loop 1994
De twintigste editie van de City-Pier-City Loop vond plaats op zondag 27 maart 1994.
Bij de mannen ging de winst evenals vorig jaar naar de Keniaan Benson Masya. Met een finishtijd van 1:02.00 versloeg hij de Tanzaniaan Francis Nade, die in 1:02.17 over de streep kwam. Beste Nederlander was Bert van Vlaanderen op een twaalfde plaats, ruim anderhalve minuut achter de winnaar. Bij de vrouwen besliste de Estische Jane Salumäe de wedstrijd in haar voordeel door als eerste te finishen in 1:10.10.
In totaal telde het evenement 16.000 deelnemers.

## Uitslagen

### Mannen
| rang   | naam                | land | tijd    |
| ------ | ------------------- | ---- | ------- |
| Goud   | Benson Masya        | KEN  | 1:02.00 |
| Zilver | Francis Nade        | TAN  | 1:02.17 |
| Brons  | Simon Lopuyet       | KEN  | 1:02.25 |
| 4      | Grzegorz Gajdus     | POL  | 1:02.39 |
| 5      | David Lewis         | ENG  | 1:03.03 |
| 6      | Martin Mcloughlin   | ENG  | 1:03.04 |
| 7      | Aiduna Aitnafa      | ETH  | 1:03.10 |
| 8      | Jacob Ngunzu        | KEN  | 1:03.17 |
| 9      | Andrzej Krzyscin    | POL  | 1:03.22 |
| 10     | Colin Moore         | ENG  | 1:03.33 |
| 11     | Fransua Woldemariam | ETH  | 1:03.34 |
| 12     | Bert van Vlaanderen | NED  | 1:03.38 |
| 13     | Grzegorz Glogosz    | POL  | 1:03.51 |
| 14     | Martin Grüning      | GER  | 1:04.14 |
| 15     | Slawomir Gurny      | POL  | 1:04.20 |
| 16     | Tadesse Woldemeskle | ETH  | 1:04.27 |
| 17     | Henryk Jankowski    | POL  | 1:04.46 |
| 18     | Tonnie Dirks        | NED  | 1:04.49 |
| 19     | Jan Bician          | CZE  | 1:04.53 |
| 20     | Woldelassa Milkessa | ETH  | 1:04.53 |

### Vrouwen
| rang   | naam                  | land | tijd    |
| ------ | --------------------- | ---- | ------- |
| Goud   | Jane Salumäe          | EST  | 1:10.10 |
| Zilver | Angelina Kanana       | KEN  | 1:11.34 |
| Brons  | Carla Beurskens       | NED  | 1:12.26 |
| 4      | Christine Toonstra    | NED  | 1:13.56 |
| 5      | Marjan Freriks        | NED  | 1:14.03 |
| 6      | Simona Staicu         | ROU  | 1:14.37 |
| 7      | Marian Sutton         | ENG  | 1:15.09 |
| 9      | Marianne van de Linde | NED  | 1:15.31 |
| 10     | Joke Kleijweg         | NED  | 1:15.42 |

1975 ·
1976 ·
1977 ·
1978 ·
1979 ·
1980 ·
1981 ·
1982 ·
1983 ·
1984 ·
1985 ·
1986 ·
1987 ·
1988 ·
1989 ·
1990 ·
1991 ·
1992 ·
1993 ·
1994 ·
1995 ·
1996 ·
1997 ·
1998 ·
1999 ·
2000 ·
2001 ·
2002 ·
2003 ·
2004 ·
2005 ·
2006 ·
2007 ·
2008 ·
2009 ·
2010 ·
2011 ·
2012 ·
2013 ·
2014 ·
2015 ·
2016 ·
2017 ·
2018 ·
2019 (afgelast) ·
2020 ·
2021 (afgelast) ·
2022 ·
2023 ·
2024